# ران سایمونز
ران سایمونز (انگلیسی: Ron Simmons؛ زادهٔ ۱۵ مهٔ ۱۹۵۸) بازیکن فوتبال آمریکایی، و کشتی‌گیر کشتی حرفه‌ای اهل ایالات متحده آمریکا است.
وی همچنین برندهٔ جوایزی همچون تالار شهرت دبلیو دبلیو ای شده‌است.
از باشگاه‌هایی که در آن بازی کرده‌است می‌توان به کلیولند براونز اشاره کرد.